# Diclidurus scutatus
El murciélago fantasma menor (Diclidurus scutatus) es una especie de quiróptero que habita en los bosques húmedos de Sudamérica, en Brasil, Guayana Francesa, Surinam, Guyana, Venezuela, Colombia, Ecuador y Perú.

## Hábitat
Está asociado a un hábitat húmedos con bosques de hojas perennes. Nocturno, se refugia durante el día entre las hojas de las palmeras.

## Descripción
Su pelaje es sedoso, largo y de color blanco con la base gris a castaño grisáceo, más notoria en el vientre. Tiene vellos negros alrededor de los ojos. La piel de las alas y las patas es blanquecina a crema. Adulto presenta dos bolsas glandulares en la membrana interfemoral. La longitud de la cabeza con el cuerpo alcanza aproximadamente 6,3 cm y la del antebrazo entre 5,1 y 5,9 cm. Pesa alrededor de 13g.

## Comportamiento y alimentación
Insectívoro. Vuela alto, por encima del dosel del bosque y busca alimento sobre los ríos, arroyos y lagunas y en espacios abiertos. Se siente atraído por las concentraciones de insectos alrededor de los focos de iluminación de sitios poblados, incluso de las ciudades.